# Auchenipteridae
Auchenipteridae là một họ cá da trơn trong bộ Siluriformes. Hai chi của họ trước đây Ageneiosidae, kết quả là một nhóm khoảng 60 loài trong khoảng 19 chi.
Những con cá này được tìm thấy trong các con sông từ Panama đến Argentina. Chúng thường được tìm thấy ở sông đồng bằng ngập lũ.